# Języki północnohalmaherskie
Języki północnohalmaherskie – rodzina języków używanych w północnej części Moluków w Indonezji (prowincja Moluki Północne). Zasięg ich występowania obejmuje północną część wyspy Halmahera oraz okoliczne mniejsze wyspy: Ternate, Tidore, Makian (zachodni fragment) i Morotai. Rozprzestrzeniły się też na wyspy Bacan i Obi. Są geograficznie otoczone przez niespokrewnione języki austronezyjskie . Według danych szacunkowych z początku XXI wieku posługuje się nimi 350 tys. osób.
Ich pochodzenie jest niejasne. Są zupełnie odrębne od większości języków kraju. Tworzą jedną z peryferyjnych rodzin tzw. języków papuaskich w Indonezji, obok języków timor-alor-pantar z wysp Timor, Alor i Pantar. Przypuszczalnie obie te rodziny stanowią pozostałość po pierwotnych nieaustronezyjskich językach wschodniej Indonezji. Przez długi czas uważano, że języki północnohalmaherskie nie są spokrewnione z żadnymi innymi językami, ale w XX wieku zdołano je połączyć z pewnymi językami zachodniej Nowej Gwinei, w ramach propozycji fyli zachodniopapuaskiej. Tym niemniej ich status genealogiczny pozostaje niewyraźny, gdyż rozpatrywane podobieństwa można uznać za cechy arealne, wynikające z kontaktu językowego; słabość dowodów na pokrewieństwo języków zachodniopapuaskich skłoniła część autorów do odrzucenia takiej rodziny. O ile języki północnohalmaherskie nie są pokrewne językom austronezyjskim, to dzielą z nimi elementy struktury i leksyki, co można wytłumaczyć przenikaniem się języków tychże grup już w odległej przeszłości.
Encyklopedia Krugoswiet wymienia języki ternate, tobelo i tidore wśród najbardziej znaczących języków papuaskich w Indonezji (pod względem liczby mówiących). G. Holton i M. Klamer (2018) podają, że najwięcej użytkowników spośród języków tej rodziny ma język galela (79 tys.). Współcześnie języki regionu są wypierane przez malajski Moluków Północnych, a ich żywotność jest niepewna, m.in. ze względu na postępującą urbanizację i powszechność mieszanych małżeństw. W lokalnym malajskim zaznaczyły się wpływy tychże języków, zarówno na poziomie gramatyki, jak i leksyki.

## Stan badań i sytuacja językowa
Zalążki badań nad językami Halmahery i okolic oraz pierwsze próby określenia ich klasyfikacji przypadły na XIX wiek. W 1872 roku P.J.B.C. Robidé van der Aa dostrzegł istotne różnice leksykalne między językami północnej Halmahery i pobliskich wysp a ościennymi językami austronezyjskimi, lecz jeszcze wtedy zakładano, że dalsze badania mogą umożliwić ich przypisanie do tej rodziny. Ostatecznie nieaustronezyjski charakter tych języków wykazał Hendrik van der Veen w swojej rozprawie z 1915 roku (De Noord-Halmahera’se taalgroep tegenover de Austronesiese talen) , aczkolwiek nie rozpatrując ich relacji z rodzinami papuaskimi. Do ustanowienia ich związków z językami Nowej Gwinei przyczyniły się prace językoznawców Wilhelma Schmidta (pocz. XX w.) i H.K.J. Cowana (1957). Podobieństwa w systemie zaimków wskazują na ich pokrewieństwo z językami północno-zachodniej części wyspy – zwłaszcza językami zachodniej Ptasiej Głowy (West Bird’s Head, WBH); dodatkowo sugerują to pewne poszlaki w postaci danych słownikowych. Są zatem jedynymi językami papuaskimi – poza rejonem wyspy Timor – które nie funkcjonują w Melanezji. Na uwagę zasługuje fakt, że posługująca się nimi grupa ludności jest bliższa austronezyjskim ludom regionu aniżeli ludom papuaskim, zarówno pod względem kultury, jak i cech fizycznych; ponadto dorobek kulturowy łączy tubylców z cywilizacją islamu i społeczeństwami zachodniej Indonezji. Można przypuszczać, że zakorzeniły się na Molukach w wyniku migracji z Nowej Gwinei, być może wyprzedzając napływ języków austronezyjskich, po czym doszło do wymieszania ludności papuaskiej z grupami pochodzenia azjatyckiego. Jak zaznacza R. Blust (2013), północne Moluki charakteryzują się złożoną historią osadnictwa i kontaktów polityczno-ekonomicznych.
Są jednymi z najwcześniej opisanych języków papuaskich. W 1865 roku holenderscy misjonarze związani z Utrechtsche Zendingsvereeniging rozpoczęli badania językoznawcze na Halmaherze. Owocem prac dokumentacyjnych stał się szereg słowników, opisów gramatyki i zbiorów baśni ludowych. Do poświęcenia uwagi tym językom skłoniła badaczy (misjonarzy i językoznawców) ich wyraźna odmienność od pozostałych języków regionu, a zarazem regularny charakter zależności dźwiękowych między nimi. W pobliżu, wzdłuż południowo-wschodniego wybrzeża Halmahery oraz na niektórych mniejszych wyspach, występują zupełnie odrębne języki południowohalmaherskie (pochodzenia austronezyjskiego). Starsze nazwy tej rodziny języków – z okresu holenderskiego – to Ternataansch-Halmaherasche taalgroep (grupa ternateńsko-halmaherska)  i Ternataansche taalgroep (grupa ternateńska). T. Usher do całej tej rodziny odnosi nazwę Halmahera-West Makian. Od końcowych dekad XX wieku badania nad językami Moluków, w tym językami północnohalmaherskimi, były prowadzone pod auspicjami Universitas Pattimura, Summer Institute of Linguistics i Pusat Pembinaan dan Pengembangan Bahasa.
Najbardziej znanym językiem północnohalmaherskim jest język ternate, o historycznie ugruntowanym znaczeniu jako lokalna lingua franca. Do pocz. XX w. służył jako środek kontaktów handlowych i międzyetnicznych, był językiem oficjalnym i administracyjnym; tym samym rozprzestrzenił się poza niewielką społeczność wyspy Ternate. Języki ternate i tidore, używane na wyspach o tych samych nazwach, były językami miejscowych sułtanatów – Ternate i Tidore – znanych ze swojego udziału w handlu korzennym. Ponadto oba te języki wykształciły rdzenne (przedeuropejskie) tradycje literackie na bazie pisma arabskiego, jako jedyne spośród języków papuaskich. Rozwój piśmiennictwa w pozostałych językach północnohalmaherskich nastąpił dopiero wskutek działalności misjonarzy. Pisane formy tych języków (na bazie alfabetu łacińskiego) nie są jednak dobrze rozpowszechnione. Dziś rolę lingua franca przejął lokalny język malajski. We wczesnej literaturze najdokładniej omówiono języki tobelo, galela i tabaru.
Ze względu na swoje położenie geograficzne wykazują wpływy języków austronezyjskich, choć oparły się niektórym zmianom typologicznym, które zaszły w pozostałych grupach języków zachodniopapuaskich, występujących na półwyspie Ptasia Głowa. Pod wpływem kontaktu języki geograficznie centralno-zachodnie (np. tidore) przejęły wiele obcych elementów gramatyki, inne zaś są na tyle konserwatywne, że w większym stopniu zachowują specyfikę gramatyczną tej rodziny (np. tobelo). Doszło też do wczesnego zapożyczenia dużego zasobu leksyki austronezyjskiej, obejmującej także słownictwo podstawowe. Z perspektywy historycznej oddziaływanie miało charakter dwukierunkowy, gdyż języki północnohalmaherskie nie tylko przejmowały składniki austronezyjskie, lecz same również stały się źródłem słownictwa dla innych języków, co było związane ze wzrostem znaczenia sułtanatów Ternate i Tidore. Zapożyczenia leksykalne z języka ternate-tidore przedostały się do bliskich geograficznie języków austronezyjskich, m.in. języka taba i języków południowej Halmahery (np. sawai). Wpływom północnohalmaherskim uległy także języki Moluków centralnych, języki wyspy Sulawesi i okolic (m.in. języki minahaskie i język sangir) oraz języki Raja Ampat, jednakże brak szczegółowej dokumentacji tego zjawiska. Taki zasięg oddziaływania wynika z historycznej roli sułtanatów Ternate i Tidore we wschodniej części archipelagu. Dodatkowo we wschodnich dialektach języka malajskiego odnotowano liczne pożyczki słownikowe z języka ternate. Zaimki ngana (2. os. lp.) i ngoni (2. os. lm.) to zapożyczenia obecne zarówno w malajskim Moluków Północnych, jak i w malajskim miasta Manado. 
Stwierdzono też obecność śladów kontaktu języków północnohalmaherskich z językami Indonezji zachodniej, przy czym trudno umiejscowić go w czasie z punktu widzenia historycznego. Z pewnością istotną rolę historyczną odegrał wysoce ekspansywny język malajski, zwłaszcza na wyspach Ternate i Tidore. Za pośrednictwem malajskiego do leksyki języków północnohalmaherskich weszły zapożyczenia z języków Azji Południowej. W językach regionu występują wpływy holenderskie i portugalskie, lecz są one słabiej zaznaczone niż w innych zakątkach Moluków (jak np. wyspa Ambon i Moluki centralne). 

## Typologia i wczesne wpływy zewnętrzne
Do charakterystycznych cech tych języków należą: szyk wyrazów SOV (podmiot dopełnienie orzeczenie), wyrażanie podmiotu i dopełnienia przy użyciu morfologii czasownika, szyk possessor-possessum w konstrukcjach dzierżawczych (określnik dzierżawczy zajmuje miejsce przed rzeczownikiem określanym) oraz obecność poimków. Występowanie poimków i szyk SOV to cechy konserwatywne, które należą do hipotetycznej specyfiki języka prazachodniopapuaskiego i przypuszczalnie zostały z niego odziedziczone.
W językach rodziny funkcjonują klasy rzeczowników. Wykorzystywane są klasyfikatory, o domniemanej proweniencji austronezyjskiej. Z perspektywy synchronicznej ich liczebniki reprezentują system decymalny (dziesiątkowy), ale same formy wyrazowe zdradzają, że wcześniejszy system liczbowy należał do typu kwinarnego (piątkowego). Występuje rozróżnienie między inkluzywną a ekskluzywną formą pierwszej osoby liczby mnogiej, właściwe dla tego obszaru geograficznego. Jedynie w niektórych językach (np. tidore) zaobserwowano podział na dzierżawczość zbywalną i niezbywalną (alienable vs inalienable possession). W zachodniomakiańskim obecna jest harmonia samogłosek. 
Role wykładników osoby w morfosyntaktyce (funkcje podmiotu i orzeczenia) bywają wyznaczane przez semantykę czasownika, co jest cechą stosunkowo rzadko spotykaną w językach świata, lecz częstą w językach wschodniej Indonezji. W językach rodziny da się wydzielić szereg części mowy, ale wiele z nich zachowuje się podobnie (przyjmując np. prefiksy właściwe dla orzeczenia), a poszczególne słowa mogą pełnić różne funkcje składniowe (swobodnie stając się np. czasownikami). Liczebniki przypominają czasowniki statyczne.
Stopień nasilenia cech kontaktowych różni się w zależności od subregionu. Wpływy austronezyjskie w typologii języków północnohalmaherskich są ogółem słabsze niż w przypadku pozostałych grup zachodniopapuaskich. Jednocześnie w regionie występują języki papuaskie, które w przeważającej mierze zachowują rodzime słownictwo, ale na poziomie syntaktyki czerpią zasadniczo z austronezyjskiego otoczenia językowego. Kontakt z malajskim i innymi niespokrewnionymi językami doprowadził np. do przekształcenia składni i morfologii języka tidore. W językach tidore, ternate, sahu i zachodniomakiańskim występuje szyk zdania SVO (podmiot orzeczenie dopełnienie), bardziej typowy dla języków austronezyjskich. W całej rodzinie odnotowano zapożyczanie obcych form spójników.
Wszystkie języki rodziny obfitują konsekwentnie w elementy leksyki austronezyjskiej, które najpewniej zostały zapożyczone już na wczesnym etapie rozwoju (biorąc pod uwagę, że wiele z nich przeszło właściwe dla tych języków zmiany dźwiękowe). C.L. Voorhoeve (1983, 1987, 1988) twierdzi, że stanowią one nawet 30% podstawowego słownictwa, przy czym ich udział był zaniżany we wcześniejszych pracach. Tym niemniej formy należące do fundamentalnych klas wyrazowych (zaimki i liczebniki) mają zdecydowanie swoisty (nieaustronezyjski) charakter, co przyczyniło się do zarysowania odrębności tych języków. W językach Ptasiej Głowy, które uchodzą za spokrewnione z północnohalmaherskimi, występuje dużo mniejszy zasób takich zapożyczeń.
W językach północnych Moluków – zarówno papuaskich, jak i austronezyjskich – funkcjonuje system orientacji przestrzennej oparty nie na rozróżnieniu lewo-prawo czy kierunkach świata, lecz na osiach ląd-morze i góra-dół (równolegle do wybrzeża) .

## Podział wewnętrzny
Rodzina ta jest rozdrobniona dialektalnie, a granice między poszczególnymi językami są niejasne i trudne do wyznaczenia. Choć autorzy różnie określają liczbę języków wchodzących w skład rodziny, istnieje ogólna zgoda co do wewnętrznego jej podziału. Podział na cztery grupy (lub języki) odzwierciedla dzisiejszą sytuację językową i wnioski leksykostatystyczne. Różne czynniki socjolingwistyczne (związane z różnicami politycznymi czy religijnymi) sprawiają jednak, że trudno uzgodnić liczbę wyróżnianych języków północnohalmaherskich. Mogą być rozpatrywane jako kontinuum dialektalne. Bliskość ich zasobów słownictwa sugeruje, że różnice między nimi zostały wyrównane w ciągu ostatnich 2000 lat (z wyłączeniem odosobnionego języka zachodniomakiańskiego).
C.L. Voorhoeve (1988) zaproponował poniższą klasyfikację (North Halmaheran stock), wyodrębniając tylko cztery języki (pierwotne nazwy tychże podano w nawiasach):
- Języki północnohalmaherskie (sensu stricto, NH family)
  - Języki galela-loloda (język północno-wschodniohalmaherski)
    - galela
    - loloda
    - modole (madole)
    - pagu (pagu-isam-toliwiku)
    - tabaru (tobaru)
    - tobelo

  - Języki sahu (język sahu)
    - sahu (tala’i-pa’disua)
    - waioli
    - gamkonora
    - ibu

  - Języki ternate-tidore (język ternate-tidore)
    - ternate
    - tidore
- zachodniomakiański (moi) – izolat

W nieco innym ujęciu z 1983 r. wszystkie języki rodziny – z wyjątkiem zachodniomakiańskiego – tworzą gałąź północną, z podziałem na ternate-tidore i języki Halmahery. Zachodniomakiański to natomiast odosobniony reprezentant gałęzi południowej języków północnohalmaherskich.
Wpływ austronezyjski w języku zachodniomakiańskim sprawia, że ten jest szczególnie odrębny od pozostałych przedstawicieli rodziny. Również w propozycji z 1988 r. został ujęty jako izolat i przeciwstawiony reszcie języków północnohalmaherskich. Dawniej uważano, że chodzi o język austronezyjski, ale analiza podstawowego słownictwa nie pozwala potwierdzić takiej jego przynależności (wyrazy o podłożu austronezyjskim tworzą stosunkowo małą grupę i są zapożyczeniami); również formy liczebników nie sugerują związku z językami austronezyjskimi. Należy go odróżnić od wschodniomakiańskiego (taba), który istotnie ma pochodzenie austronezyjskie (jest jednym z języków południowohalmaherskich) i wywarł wpływ na swojego papuaskiego sąsiada.
Etnolekty północno-wschodniej Halmahery dzielą szereg archaicznych (przedaustronezyjskich) cech gramatyki. Ponadto są zbliżone słownikowo i występuje między nimi słabo zbadane zjawisko wzajemnej zrozumiałości. C.L. Voorhoeve (1988) uznał je zatem za dialekty jednego języka „północno-wschodniohalmaherskiego” (North-east Halmaheran), na podstawie analizy leksykostatystycznej, lecz nie odpowiada to identyfikacji etnicznej samych użytkowników i konwencji przyjętej w wielu innych publikacjach. Podobną propozycję wysunął M. Czlenow (1986), omawiając „podgrupę halmaherską”. W regionie częstym zjawiskiem jest wielojęzyczność, co utrudnia określenie poziomu różnic między językami. Niemniej wykazują one znaczne różnice strukturalne i komunikacja (bez użycia języka malajskiego) nie zawsze odbywa się bez przeszkód. Nowsze badania sugerują, że są to raczej odrębne języki. Publikacja Ethnologue (wyd. 18, 25) umieszcza je w grupie galela-loloda, wyodrębniając również języki laba (loloda południowy) i tugutil. Voorhoeve uznał tugutil za wariant tobelo, a loloda południowy za wariant galela.
Etnolekty ternate i tidore są raczej traktowane jako samodzielne języki (zwłaszcza lokalnie, ale też w części literatury), aczkolwiek dystans (Abstand) między nimi jest stosunkowo niewielki, a mówienie o językach ternate i tidore wydaje się oparte na czynnikach socjopolitycznych. Według kryterium wzajemnej zrozumiałości chodzi o odmiany jednego języka. C.L. Voorhoeve (1988) grupuje te etnolekty jako warianty języka ternate-tidore (w pracy z 1994 r. użył nazwy „język ternate”), M. van Staden (2000) natomiast klasyfikuje je jako dwa różne języki, podobnie też uczynili autorzy bazy Ethnologue. M. Czlenow (1986) twierdzi, że można mówić o jednym języku ternate-tidore (roboczo określonym jako podgrupa wyspiarska). C.E. Grimes i B.D. Grimes (1984) wychodzą z założenia, że wyodrębnienie jednego języka – nawet jeśli uzasadnione lingwistycznie – zupełnie nie współbrzmi z rozstrzygnięciami pozajęzykowymi. Pozostałe języki północnohalmaherskie, takie jak galela i tobelo, wykazują znaczne wpływy języka ternate. Jest to konsekwencja historycznej dominacji Sułtanatu Ternate w archipelagu Moluków. Wyjątkowo liczne pożyczki z języka ternate są obecne w języku sahu, jako że lud Sahu utrzymywał bliższe kontakty z Ternate. Stanowi to też możliwe wyjaśnienie dla utraty szyku SOV przez ten język. Choć język sahu pozostaje leksykalnie bliski innym językom Halmahery (w 1983 r. Voorhoeve powiązał go właśnie z nimi), to typologicznie upodobnił się do ternate-tidore.
Uwzględnienie słabo poznanej perspektywy historycznej mogłoby dać nieco inny obraz podziału wewnętrznego. Nie zdołano rozstrzygnąć, czy język sahu powinien być grupowany z pozostałymi językami Halmahery, czy też z ternate i tidore. W klasyfikacji leksykostatystycznej został uznany za odrębną gałąź rodziny. Miejscowa tradycja głosi jednak, że ludność Ternate przybyła z Jailolo na Halmaherze, gdzie używany jest język sahu. Niewykluczone zatem, że języki ternate i tidore są najbliżej spokrewnione właśnie z sahu, a ich odrębne cechy daje się wytłumaczyć wielowiekowym odseparowaniem od języków Halmahery. Ponadto na podstawie bliższej analizy cech leksykalnych i fonologicznych można wysnuć przypuszczenie, że język zachodniomakiański tworzy wspólną gałąź wraz z ternate i tidore, z możliwym włączeniem sahu.
Etnolekty waioli, gamkonora i ibu są czasami uznawane za języki oddzielne od sahu. Taką klasyfikację zaproponowano w artykule z 1984/1994 r. (C.E. Grimes, B.D. Grimes), a także w publikacji Ethnologue (wyd. 18), gdzie pod pojęciem języka sahu umieszczono dialekty tala’i i pa’disua, a pozostałe omówiono oddzielnie. C.L. Voorhoeve (1988) uznał, że chodzi o dialekty jednego języka sahu, przy czym dialekty pa’disua i tala’i opisał jako spójną grupę. M. Czlenow (1986) sklasyfikował sahu, waioli i ibu w ramach podgrupy jailolo, nie wspominając jednak o gamkonora. Ethnologue odnotowuje również język kao, włączając go w ramy grupy sahu, choć redaktorzy publikacji przypuszczają, że etnolekt ten może być marginalnym dialektem języka pagu. Według S.G. Wimbish (1991) jest to dialekt języka pagu (na podstawie kryterium wzajemnej zrozumiałości), niemniej ludność Kao jest odrębna religijnie, co też znajduje odzwierciedlenie w lokalnej identyfikacji językowej. Rozróżnienie między waioli a gamkonora również ma podłoże etniczno-religijne.

## Porównanie leksykalne
Liczebniki w językach północnohalmaherskich oraz w języku yawa:
| Liczebnik | Grupa galela-loloda | Grupa galela-loloda | Grupa galela-loloda | Grupa galela-loloda | Grupa galela-loloda | Grupa ternate-tidore | Grupa ternate-tidore | zachodniomakiański[118] | Języki yawa |
| Liczebnik | galela              | sahu                | tabaru              | tobelo              | togutil             | ternate              | tidore               | zachodniomakiański[118] | yawa        |
| --------- | ------------------- | ------------------- | ------------------- | ------------------- | ------------------- | -------------------- | -------------------- | ----------------------- | ----------- |
| ‘1’       | moi                 | rɔmoi               | 'moi                | moi                 | rimoi               | rimoi                | rimoi                | minyé                   | intabo      |
| ‘2’       | sinoto              | rɔmoˈɗiɗi           | moˈdidi             | hinoto              | hinooto             | romdidi              | malofo               | médéng                  | jirum       |
| ‘3’       | saʔaŋe              | rɔˈʔæŋe             | saˈʔaŋe             | haŋe                | haŋe                | raːŋe                | raŋe                 | yungé                   | mandeij     |
| ‘4’       | iha                 | rætæ                | ˈsoata              | iata                | iata                | raha                 | raha                 | fati                    | mambisy     |
| ‘5’       | motoha              | rɔmɔˈtoæ            | moˈtoa              | motoa               | motoa               | romotoha             | romtoa               | mafoi                   | radani      |
| ‘6’       | butaŋa              | ræræmæ              | buˈtaŋa             | butaŋa              | butaaŋa             | rara                 | rora                 | igami                   | kaujentabo  |
| ‘7’       | tumudiŋi            | tʊmʊˈdɪŋi           | tumuˈdiiŋi          | tumidi              | tumidi              | tomodi               | tomdiː               | tépédingi               | kaujiru     |
| ‘8’       | tupaʔaŋe            | tʊˈʔæŋɛre           | tuˈaŋeɾe            | tuhaŋe              | tufaŋe              | tofkaŋe              | tofkaŋe              | tokbangé                | kaumandeij  |
| ‘9’       | siwo                | ˈsɪwɔrɔ             | ˈsiwo               | hiwo                | hiwo                | sio                  | sio                  | isué                    | kaimambisy  |
| ‘10’      | mogiʔowo            | ŋægi moi            | mogiˈooko           | ŋimoi               | ɲimoi               | ɲagimoi              | ɲagimoi              | aongé                   | abusyin     |
Liczebnik „dziewięć” w językach północnohalmaherskich został zapożyczony ze źródła austronezyjskiego. Dodatkowo język zachodniomakiański zapożyczył liczebnik „cztery”.
Poniższe dane na temat podstawowego słownictwa zostały zaczerpnięte z internetowej bazy danych Trans-New Guinea.
| słowo          | sahu[121]                      | tidore[122] | zachodniomakiański[123]             |
| -------------- | ------------------------------ | ----------- | ----------------------------------- |
| głowa          | sae’e                          | dofolo      | apota; tabia                        |
| włosy          | utu                            | hutu        | gigo; onga                          |
| ucho           | kocowo’o; ngau’u; 'oki; sidete | ngau        | kameu                               |
| oko            | la’o                           | lao         | afe; sado                           |
| nos            | cu’dumu; ngunungu; payáha      | ngun        | mudefete                            |
| zęby           | ngi’di                         | ing         | wi                                  |
| język (organ)  | yai’i                          | aki         | belo                                |
| noga           |                                |             | tarotaro                            |
| wesz           | gane                           | gan         | bene                                |
| pies           | nunu’u                         | kaso        | aso                                 |
| ptak           | namo                           | namo        | haywan                              |
| jajo           | gosi; tounu                    | gosi        | esi                                 |
| krew           | ngaunu                         | au          | uni                                 |
| kość           | 'bero; 'obongo                 | goka        | subebi                              |
| skóra          | eno’o                          | ahi         | fi                                  |
| pierś          | susu                           | isu         | susu                                |
| mężczyzna      | nau’u                          | nau-nau     | at                                  |
| kobieta        | weré’a                         | faya        | papa; songa                         |
| niebo          | diwanga                        | sorga       | tupam                               |
| księżyc        | ngara                          | ora         | odo                                 |
| woda           | 'banyo                         | ake         | be                                  |
| ogień          | ci’du; naoto; u’u              | uku         | ipi                                 |
| kamień         | ma’di                          | mafu        | may                                 |
| droga, ścieżka | ngo’omo; tapaka                | linga       | gopao                               |
| imię           | lomanga                        | ronga       | aym                                 |
| jeść           | 'doroga; kou; oromo; tabu      | oyo; talesa | am; fajow; fiam                     |
| jeden          | maténgo; moi                   | rimoi       | gominye; maminye; meminye; minye    |
| dwa            | ‘di’di; romo’dí'di             | malofo      | dimaede; edeng; je; maedeng; medeng |

## Zaimki osobowe
Porównanie form zaimków (prefiksów czasownikowych informujących o podmiocie) w językach północnohalmaherskich (NH) oraz dwóch językach zachodniej Ptasiej Głowy (WBH): moi i tehit (Voorhoeve 1988 ↓, s. 194):
|        |     |            | NH (różne języki) | moi (WBH) | tehit (WBH) |
| ------ | --- | ---------- | ----------------- | --------- | ----------- |
| 1. os. | lp. | lp.        | to-               | t(e)-     | t-          |
| 1. os. | lm. | inclusivus | po-, fo-, wo-     | waw-      | f-          |
| 1. os. | lm. | exclusivus | mi-               | mam-      | m-          |
| 2. os. | lp. | lp.        | no-               | n(e)-     | n-          |
| 2. os. | lm. | lm.        | ni-               | nan-      | n-          |
| 3. os. | lp. | m.         | wo-, o-           | w(e)-     | w-          |
| 3. os. | lp. | ż.         | mo-               | m(e)-     | m-          |
| 3. os. | lm. | lm.        | yo-               | y-        | y-          |
Formy samodzielnych zaimków osobowych (na przykładzie ternate-tidore i tobelo):
|        |     |            | ternate | tidore | tobelo  |
| ------ | --- | ---------- | ------- | ------ | ------- |
| 1. os. | lp. | lp.        | ngori   | ngori  | ngohi   |
| 1. os. | lm. | inclusivus | ngone   | ngone  | ngone   |
| 1. os. | lm. | exclusivus | ngom    | ngom   | ngomi   |
| 2. os. | lp. | lp.        | ngana   | ngona  | ngona   |
| 2. os. | lm. | lm.        | ngon    | ngon   | ngini   |
| 3. os. | lp. | m.         | una     | una    | unanga  |
| 3. os. | lp. | ż.         | mina    | mina   | munanga |
| 3. os. | lp. | inne (n.)  | ena     | ena    | enanga  |
| 3. os. | lm. | ludzie     | ana     | ona    | onanga  |
| 3. os. | lm. | inne       | ena     | ena    | enanga  |

Dla bliskich sobie języków ternate i tidore właściwe są dodatkowe formy 1. os. lp. (o charakterze grzecznościowym), rozróżniające płeć osoby mówiącej: fangare (m.) i fajaru (ż.). Brak natomiast podobnego rozróżnienia w 2. os. lp.
Część zaimków osobowych w językach NH próbowano powiązać z formami w językach austronezyjskich. Ekskluzywny zaimek 1. os. lm. (formy ngomi, imi) uchodzi za prawdopodobną pożyczkę ze źródła austronezyjskiego (*kami), lecz przeczy temu analiza paradygmatów zaimków w pozostałych językach zachodniopapuaskich. C.L. Voorhoeve (1994) uważa, że kolejnymi zapożyczeniami, o podobnym pochodzeniu, mogą być formy 3. os.: ena(nga) (por. prawschodniooceaniczne i prapolinezyjskie *ena) i ana(nga) (por. praaustronezyjskie *nDa).
Obecność rozróżnienia inclusivus-exclusivus w niektórych rodzinach papuaskich tłumaczy się czasem kontaktem z językami austronezyjskimi. Niewykluczone jednak, że jest to pradawna cecha arealna, której rozprzestrzenienie się poprzedziło wspomniane wpływy obce. W rodzinach spoza propozycji transnowogwinejskiej występuje bowiem stosunkowo często, sięgając wręcz wysuniętych na wschód języków senagi i języków granicznych. W przypadku języków północnohalmaherskich zapożyczenie takiego rozróżnienia jest o tyle prawdopodobne, że wchodzą one w bliski kontakt z rodziną austronezyjską.

## Prajęzyk
W taki oto sposób przedstawia się zrekonstruowany zasób spółgłosek języka prapółnocnohalmaherskiego (Voorhoeve 1984 ↓, s. 68; Holton i Klamer 2018 ↓, s. 584). Nietypową cechą tego prajęzyka jest występowanie spółgłoski zwartej z retrofleksją dźwięczną (*ɖ) (spółgłoski z retrofleksją nie uchodzą za charakterystyczne dla języków papuaskich).
| p | t     |   | k | q |
| b | d     | ɖ | g |   |
| m | n     |   | ŋ |   |
| f | s     |   |   | h |
| w |       |   |   |   |
|   | l (r) |   |   |   |
Regularność odpowiedniości dźwiękowych sprzyja łatwości rekonstrukcji słownictwa prapółnocnohalmaherskiego. Następujące jednostki leksykalne podali Holton i Klamer 2018 ↓, s. 619–621 (na podstawie Wada 1980 ↓ ).
| słowo                      | język prapółnocnohalmaherski |
| -------------------------- | ---------------------------- |
| ‘bać się’                  | *moḋoŋ                       |
| ‘biały’                    | *ares                        |
| ‘blisko’                   | *ḋumu                        |
| ‘brać, trzymać’            | *aho                         |
| ‘brat’                     | *hiraŋ                       |
| ‘brudny’                   | *pepeke                      |
| ‘buzia’                    | *uru                         |
| ‘chmura’                   | *lobi                        |
| ‘ciąć’                     | *luit                        |
| ‘ciągnąć’                  | *lia                         |
| ‘cienki’                   | *hina                        |
| ‘ciepły’                   | *sakuk                       |
| ‘ciężki’                   | *tubuso                      |
| ‘czarny’                   | *tarom                       |
| ‘czerwony’                 | *sawala                      |
| ‘cztery’                   | *ihat                        |
| ‘daleko’                   | *kurut                       |
| ‘dawać’                    | *hike                        |
| ‘deszcz’                   | *muura                       |
| ‘długi’ (1)                | *kurut                       |
| ‘długi’ (2)                | *teka                        |
| ‘dobry’                    | *loha                        |
| ‘drapać’                   | *rago                        |
| ‘droga’                    | *ŋekom                       |
| ‘drzewo’                   | *gota                        |
| ‘dużo’                     | *ḋala                        |
| ‘duży’                     | *lamok                       |
| ‘dwa’                      | *sinoto                      |
| ‘dwadzieścia’              | *monohalok                   |
| ‘dym’                      | *ḋopo                        |
| ‘dziecko’                  | *ŋopak                       |
| ‘dzielić’                  | *raca                        |
| ‘dziesięć’                 | *mogiowok                    |
| ‘dziewięć’                 | *siwo                        |
| ‘gładki’                   | *maahi                       |
| ‘głowa’                    | *sahek                       |
| ‘góra’                     | *tala                        |
| ‘gorący’                   | *sahuk                       |
| ‘gotować’                  | *sakahi                      |
| ‘gruby’                    | *kipirin                     |
| ‘gwiazda’                  | *ŋoma                        |
| ‘imię’                     | *roŋa                        |
| ‘iść’                      | *tagi                        |
| ‘jajko’                    | *boro                        |
| ‘jeden’                    | *moi                         |
| ‘jeść’                     | *oḋom                        |
| ‘jezioro’                  | *talaga                      |
| ‘język’                    | *akir                        |
| ‘kamień’                   | *teto                        |
| ‘kąsać’                    | *goli                        |
| ‘kilka’                    | *ucu                         |
| ‘kobieta’                  | *ŋopeḋeka                    |
| ‘kolano’                   | *puku                        |
| ‘kopać’                    | *puait                       |
| ‘kora’                     | *kahi                        |
| ‘korzeń’                   | *ŋutuk                       |
| ‘kość’                     | *koboŋ                       |
| ‘krew’                     | *aun                         |
| ‘krótki’                   | *timisi                      |
| ‘księżyc’                  | *ŋoosa                       |
| ‘kwiat’                    | *leru                        |
| ‘las’                      | *poŋan                       |
| ‘latać’                    | *sosor                       |
| ‘lewa’                     | *gubali                      |
| ‘leżeć’                    | *ḋaḋu                        |
| ‘liczyć’                   | *etoŋ                        |
| ‘liść’                     | *soka                        |
| ‘mały’                     | *ece                         |
| ‘matka’                    | *awa                         |
| ‘mąż’                      | *rokat                       |
| ‘mdły’                     | *boŋo                        |
| ‘mężczyzna’                | *naur                        |
| ‘mgła’                     | *rasa                        |
| ‘mięso’                    | *lake                        |
| ‘młody’                    | *kiau                        |
| ‘mokry’                    | *pesa                        |
| ‘morze’                    | *ŋolot                       |
| ‘mówić’                    | *bicara                      |
| ‘myć’                      | *boka                        |
| ‘myśleć’                   | *fikiri                      |
| ‘nasiono’                  | *gisisi                      |
| ‘niebieski’                | *bisi                        |
| ‘niebo’                    | *ḋipaŋ                       |
| ‘noc’                      | *putu                        |
| ‘noga/stopa’               | *ḋohu                        |
| ‘nos’                      | *ŋunuŋ                       |
| ‘nowy’                     | *momuane                     |
| ‘ogień’                    | *uku                         |
| ‘ogon’                     | *pego                        |
| ‘ojciec’                   | *baba                        |
| ‘oko’                      | *lako                        |
| ‘okrągły’                  | *pululun                     |
| ‘osiem’                    | *tupaaŋe                     |
| ‘osoba’                    | *ɲawa                        |
| ‘ostry’                    | *ḋoto                        |
| ‘owoc’                     | *sopok                       |
| ‘palić’                    | *so(ŋa)ra                    |
| ‘paznokieć’                | *gitipir                     |
| ‘pchać’                    | *hito(si)                    |
| ‘piasek’                   | *ḋowoŋi                      |
| ‘piec’                     | *tupu                        |
| ‘pięć’                     | *motoha                      |
| ‘pies’                     | *kaso                        |
| ‘pióro’                    | *gogo                        |
| ‘płakać’                   | *ores                        |
| ‘pluć’                     | *hobir                       |
| ‘pływać’                   | *toboŋ                       |
| ‘prawa’                    | *girinak                     |
| ‘prawdziwy’                | *tero                        |
| ‘prosty’                   | *bolowo                      |
| ‘przekłuć’                 | *topok                       |
| ‘przepływać (strumieniem)’ | *uhis                        |
| ‘przyjść’                  | *bola                        |
| ‘puchnąć’                  | *ḋobo                        |
| ‘ręka’                     | *giam                        |
| ‘robak’                    | *kalubati                    |
| ‘róg’                      | *taḋu                        |
| ‘ryba’                     | *nawok                       |
| ‘rzeka’                    | *selera                      |
| ‘rzucać’                   | *sariwi                      |
| ‘serce’                    | *siniŋa                      |
| ‘siedem’                   | *tumuḋiŋi                    |
| ‘siedzieć’                 | *tamie                       |
| ‘siostra’                  | *biraŋ                       |
| ‘skóra’                    | *kahi                        |
| ‘skrzydło’                 | *golipupu                    |
| ‘słyszeć’                  | *isen                        |
| ‘śmiać się’                | *ḋohe                        |
| ‘sól’                      | *gasi                        |
| ‘spać’                     | *kiolok                      |
| ‘spadać’                   | *ḋota                        |
| ‘śpiewać’                  | *ɲaɲi                        |
| ‘ssać’                     | *suyu                        |
| ‘stać’                     | *oko                         |
| ‘stary’                    | *ŋowo                        |
| ‘strzelać’                 | *ḋupu                        |
| ‘suszyć’                   | *ḋuḋuŋ                       |
| ‘szeroki’                  | *ŋohat                       |
| ‘sześć’                    | *butaŋa                      |
| ‘sznur’                    | *gumin                       |
| ‘szyć’                     | *urit                        |
| ‘szyja’                    | *toko                        |
| ‘tańczyć’                  | *selo                        |
| ‘tłuszcz’                  | *saki                        |
| ‘trawa’                    | *ŋaŋaru                      |
| ‘trzeć’                    | *ese                         |
| ‘trzy’                     | *saaŋe                       |
| ‘tył’                      | *ḋuḋun                       |
| ‘ucho’                     | *ŋauk                        |
| ‘uderzyć’                  | *ŋapo                        |
| ‘umrzeć’                   | *soneŋ                       |
| ‘unosić się’               | *bawo                        |
| ‘wąchać’                   | *hame                        |
| ‘walczyć’                  | *kuḋubu                      |
| ‘wąski’                    | *peneto                      |
| ‘wątroba’                  | *gate                        |
| ‘wąż’                      | *ŋihia                       |
| ‘wesz/pchła’               | *gani                        |
| ‘wiać’                     | *hoa                         |
| ‘wiatr’                    | *paro                        |
| ‘wiązać’                   | *piriku                      |
| ‘widzieć’                  | *kelelo                      |
| ‘wiedzieć’                 | *nako                        |
| ‘włócznia’                 | *kamanu                      |
| ‘włosy’                    | *hutu                        |
| ‘wnętrzności’              | *toto                        |
| ‘woda’                     | *aker                        |
| ‘wycierać’                 | *piki                        |
| ‘wymiotować’               | *ŋunaŋ                       |
| ‘wypowiadać’               | *temo                        |
| ‘zabić’                    | *tooma                       |
| ‘zęby’                     | *iŋir                        |
| ‘zgniły’                   | *baka                        |
| ‘zielony’                  | *ijo                         |
| ‘ziemia’                   | *tonak                       |
| ‘zimny’ (1)                | *alo                         |
| ‘zimny’ (2)                | *malat                       |
| ‘zły’                      | *torou                       |
| ‘żona’                     | *peḋakat                     |
| ‘żyć’                      | *oho                         |

## Związki genetyczne i arealne
Związki języków północnohalmaherskich z innymi językami pozostają słabo określone. O ile zostały zdefiniowane jako rodzina odrębna od języków austronezyjskich, to trudno jednoznacznie wyrokować o ich powiązaniach z okolicznymi grupami. Najbardziej prawdopodobne jest ich pokrewieństwo z językami zachodniej Ptasiej Głowy (West Bird’s Head, WBH) – kolejną dobrze ustanowioną grupą genetyczną, obejmującą kilka języków z północno-zachodniego skraju Nowej Gwinei. O postulowanym pokrewieństwie świadczą bardziej podobieństwa w paradygmatach zaimków aniżeli zbieżności leksykalne, których to analiza nie daje podstaw do wyprowadzenia miarodajnych wniosków. Niemniej na korzyść tej propozycji – zawartej w hipotezie zachodniopapuaskiej – przemawia bliskość geograficzna obu konfrontowanych rodzin. Ich jedność genetyczna wydaje się wręcz pewniejsza niż w przypadku poszczególnych grup i izolatów półwyspu Ptasia Głowa (które również podejrzewa się o przynależność do języków zachodniopapuaskich). Dzisiejsze papuaskie języki Halmahery mogły zostać przyniesione w wyniku migracji z Nowej Gwinei, przypuszczalnie przed ekspansją języków austronezyjskich na te tereny. C.L. Voorhoeve (1994), na podstawie glottochronologii, zasugerował, że języki papuaskie pojawiły się na północnych Molukach dopiero po migracjach austronezyjskich, które miały miejsce w archipelagu indonezyjskim, a na samej Halmaherze miał wcześniej występować jeden z języków filipińskich (lub taki język został wprowadzony jeszcze przed rozpadem prajęzyka rodziny). Propozycji tej nie poświęcono później większej uwagi. Bliskość cech języków północnej Halmahery sugeruje jednak, że stanowią wynik stosunkowo niedawnego rozproszenia (nawet jeśli pierwotny napływ języków papuaskich rzeczywiście poprzedził ekspansję austronezyjską). Dane z zakresu lingwistyki, archeologii i historii ustnej pozwalają założyć, że obecne ludy północnohalmaherskie nie są bezpośrednimi potomkami pierwotnej ludności przedaustronezyjskiej. Jednocześnie języki południowohalmaherskie (austronezyjskie) są do siebie na tyle zbliżone, że zapewne również są rezultatem całkiem niedawnej migracji, prawdopodobnie z rejonu zatoki Cenderawasih (Sarera).
G. Reesink (2004, 2009), w obliczu braku dostatecznych dowodów, powstrzymuje się od uznania rodziny języków zachodniopapuaskich (określając ją jako sieć arealną, czyli ligę językową), ale nie wyklucza, że między omawianymi grupami może istnieć niedostatecznie wykazany związek genetyczny. Jego zdaniem fakty lingwistyczne, które mogłyby świadczyć o pochodzeniu tychże rodzin od wspólnego przodka, zostały zatarte wskutek odrębnego ich rozwoju i długookresowych interakcji z ludnością austronezyjską. Języki północnohalmaherskie próbowano także łączyć z językami timor-alor-pantar. Hipotezę tę, już wcześniej przewijającą się w literaturze (H.K.J. Cowan, A. Capell), omówił na nowo M. Donohue (2008), wskazując na podobieństwa w leksyce i w formach zaimków. Zdaniem autora przodek języków timor-alor-pantar mógł znaleźć się pod wpływem zachodniopapuaskim. Ponadto same języki zachodniopapuaskie zawierają pewne jednostki słownikowe, które mogłyby świadczyć o ich pokrewieństwie z językami andamańskimi (jednakże charakter tego powiązania pozostaje niejasny). Występuje też niewielka grupa podobieństw leksykalnych między językami północnohalmaherskimi (i niektórymi innymi zachodniopapuaskimi) a językami sentani (blisko granicy z Papuą-Nową Gwineą), lecz nie wydaje się, żeby był to związek natury genetycznej. Być może chodzi o dawne zapożyczenia północnohalmaherskie lub ślady zachodniopapuaskiego substratu językowego w tychże językach. 
Języki północnohalmaherskie wykazują znaczne wpływy austronezyjskie, zarówno w zakresie słownictwa, jak i gramatyki . Ich ślady są najbardziej widoczne w językach ternate, tidore, zachodniomakiańskim i sahu, które utraciły część cech gramatyki charakterystycznych dla tej rodziny. Źródłami słownictwa austronezyjskiego stały się różne obszary geograficzne. Występują wpływy języków Moluków centralnych, języków oceanicznych i języków filipińskich. Przodek tej rodziny prawdopodobnie pozostawał w kontakcie z językami filipińskimi (zwłaszcza tymi, które dały początek dzisiejszym językom regionu Minahasa i wysp Sangir-Talaud). W okresie istnienia sułtanatów Ternate i Tidore nasiliły się wpływy języka malajskiego.
C.L. Voorhoeve (1982) odnotował szereg zbieżności leksykalnych (potencjalnych zapożyczeń) między językami północnohalmaherskimi a językami centralnopapuaskimi z południowego wybrzeża Papui-Nowej Gwinei (z rodziny języków oceanicznych, ponad 3000 km na wschód). Zdaniem badacza całokształt wspólnych form świadczy o kontaktach między obydwoma regionami, a co za tym idzie – wzajemnym oddziaływaniu tych języków w pradawnej przeszłości. Charakter przeanalizowanych podobieństw nie sugeruje, by mogły być wynikiem zapożyczania z innych źródeł. Zasób pożyczek austronezyjskich w języku zachodniomakiańskim wskazuje na niezależny przebieg kontaktu tego języka z rodziną austronezyjską. Niewykluczone jest, że jego prajęzyk dotarł do regionu w innym czasie niż przodek pozostałej części rodziny. 